# Renault PR100
Renault PR 100 – średniopodłogowy autobus miejski skonstruowany i produkowany we Francji w zakładach Berliet. Od początku lat osiemdziesiątych autobus produkowany pod marką Renault.

## Charakterystyka modelu
W autobusie tym podobnie jak w jego poprzedniku Berliet PR 100 silnik zainstalowany był na zwisie tylnym i napędzał on tylną oś. Rozwiązanie to pozwalało na obniżenie przebiegu podłogi do około 500 mm w drzwiach przednich i około 700 mm w drzwiach w środkowej części pojazdu. W celu zwiększenia szybkości wymiany pasażerów PR 100 był dostępny także w wersji trzydrzwiowej. Dodatkowe drzwi montowano w miejscu drugiego okna w strefie międzyosiowej, gdyż w związku z usytuowaniem silnika na zwisie tylnym podłoga miała tam wysoki przebieg. Konstrukcja Renault PR 100 była rozwijana, powstała wersja dwuczłonowa Renault PR 180 oraz wersja trójczłonowa.

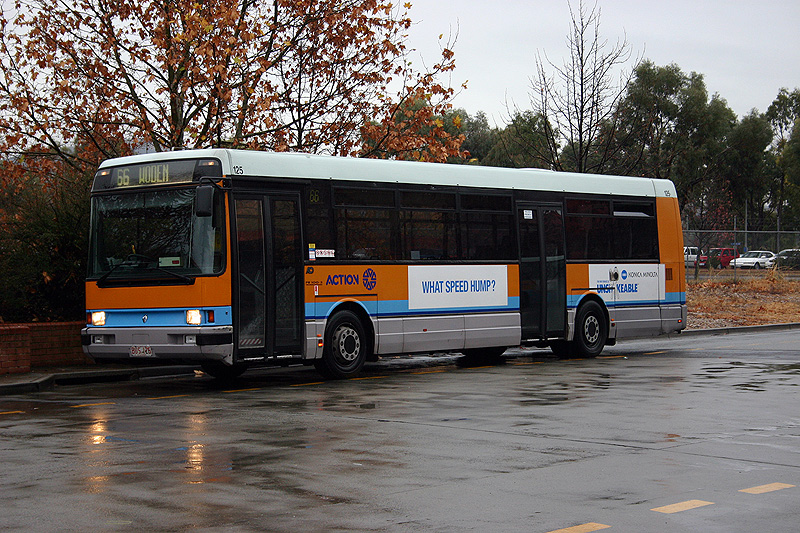
Renault PR 100.3 nadwoziem Austral Denning (AD)

W trakcie produkcji autobus był modernizowany. Powstała m.in. wersja Renault PR 100.3. 
Autobusy Renault PR 100 były eksploatowane w niektórych miastach w Polsce. W Pile (2 szt.), Olsztynie, Krakowie.
Do Piły autobusy trafiły w ilości dwóch sztuk w sierpniu 1992. Pochodziły od przewoźnika SEMTAO Orlean de la Braye. Wycofano je w grudniu 2001. Do końca eksploatacji były w barwach francuskich.
Po zakończeniu eksploatacji w MZK Piła obydwa autobusy Renault PR 100 oraz jeden Berliet PR 100 - o numerze bocznym 191, trafiły w ręce kół miłośników komunikacji miejskiej w Bydgoszczy oraz Szczecinie.